# جيني هيمبل
جيني هيمبل (بالدنماركية: Jenny Hempel)‏ هي كاتبة علم وعالمة نبات دنماركية، ولدت في 19 فبراير 1882، وتوفيت في 13 فبراير 1975.